# Јаподи
Јаподи или Јапуди (грч. Iapydoi; лат. Iapodi, Iapodes, Iapudes, Iapydes) су венетско-илирско племе које је живело на подручју данашње Хрватске између река Колапис (данас Купа) и Енеус (данас Уна) и планине Монс Бебијус (данас Велебит). Монс Бебијус их је одјељивала од суседног поморског племена Либурна, који су живели јужније у Северној Далмацији, на велебитској обали и Кварнерским острвима (Инсуле Либурнике), а с којима су повремено ратовали због обалних територија. На западу су граничили и повремено се сукобљавали с истарским Хистрима, док су њихови односи с племенима Мезеји и Дитионеси, источно од Уне, слабије познати.